# Esquina Democrática

A Esquina Democrática é um dos principais pontos de reunião popular da cidade de Porto Alegre, capital do Rio Grande do Sul. É formada pelo cruzamento da Avenida Borges de Medeiros com a Rua da Praia, no Centro Histórico.
Desde o século XIX, desempenha uma função social importante na vida da cidade, sendo palco de várias manifestações políticas e culturais notáveis. Tornou-se um espaço emblemático de manifestações e de resistência à ditadura militar na segunda metade do século XX, firmando-se no imaginário popular como uma entidade distinta sobretudo a partir dos anos 70 e, nos anos 80, recebeu seu nome atual.
Por sua importância histórica e social a Esquina foi tombada pelo município em 17 de setembro de 1997.